# Husarenknopf
Der Husarenknopf (Sanvitalia procumbens) oder das Husarenknöpfchen, im Handel gelegentlich auch unter der Bezeichnung Miniatursonnenblume angeboten, ist eine Pflanzenart aus der Gattung Husarenknöpfe (Sanvitalia) innerhalb Familie der Korbblütler (Asteraceae). 

## Beschreibung

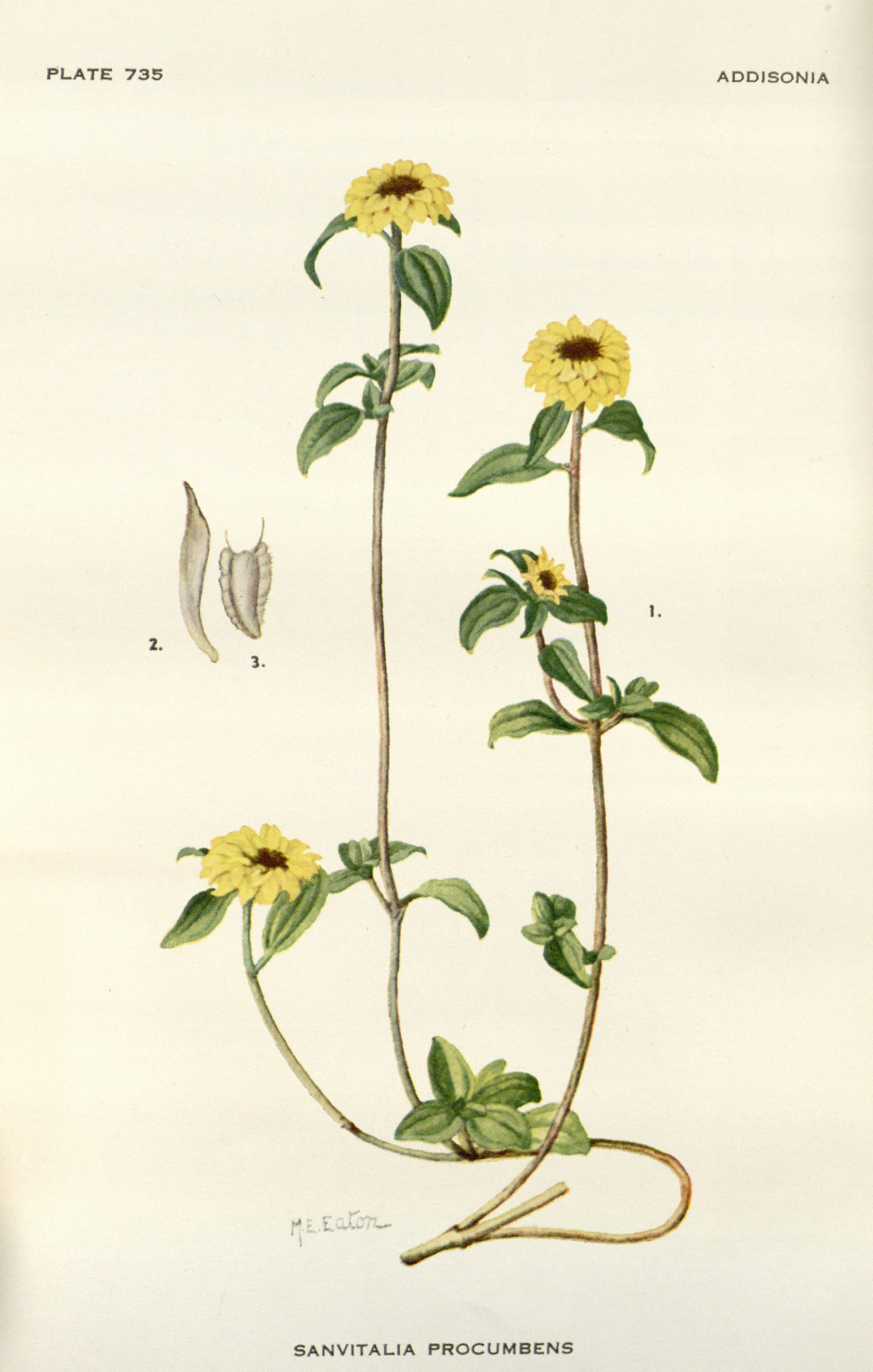
Illustration

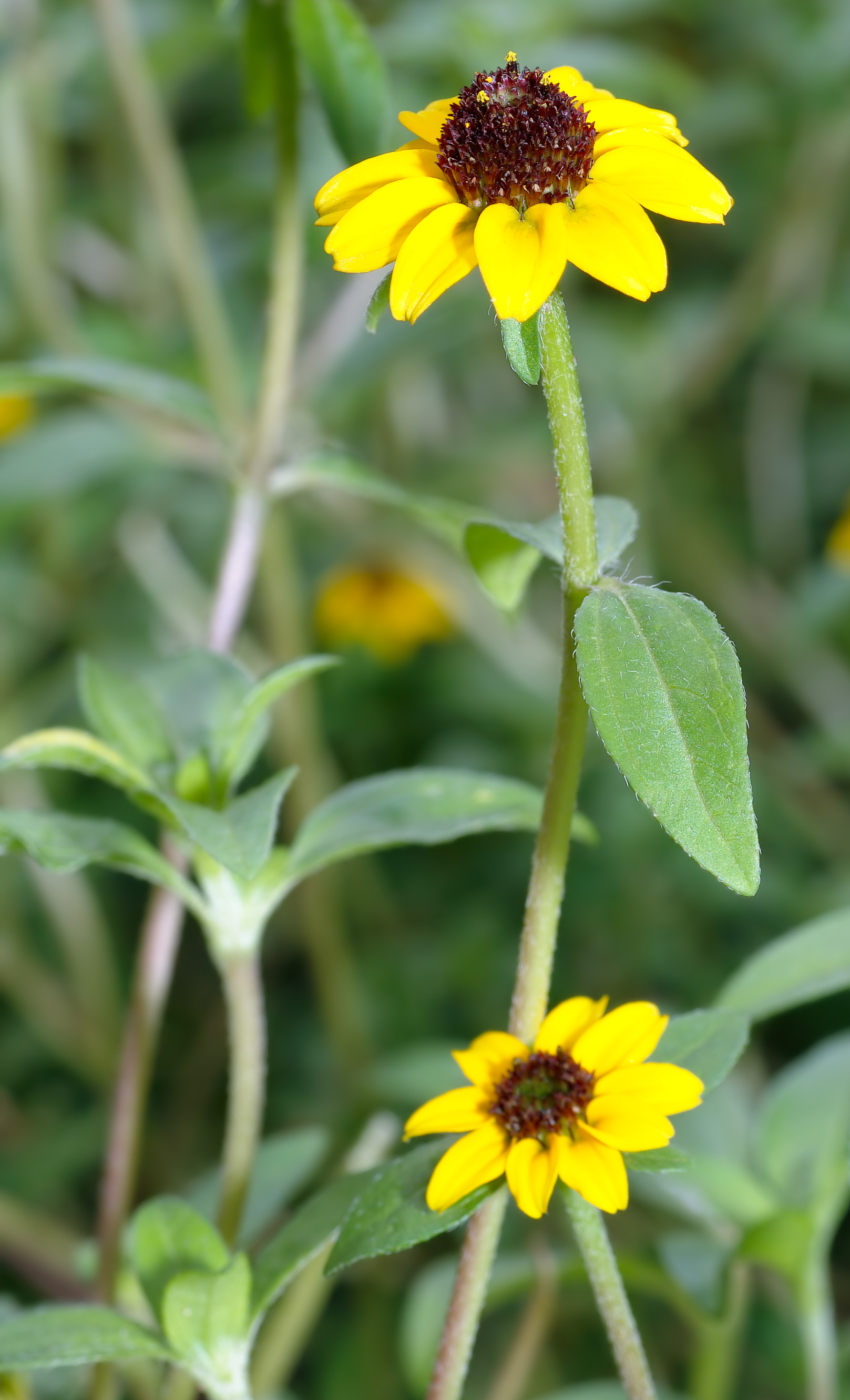
Einzelne Pflanze

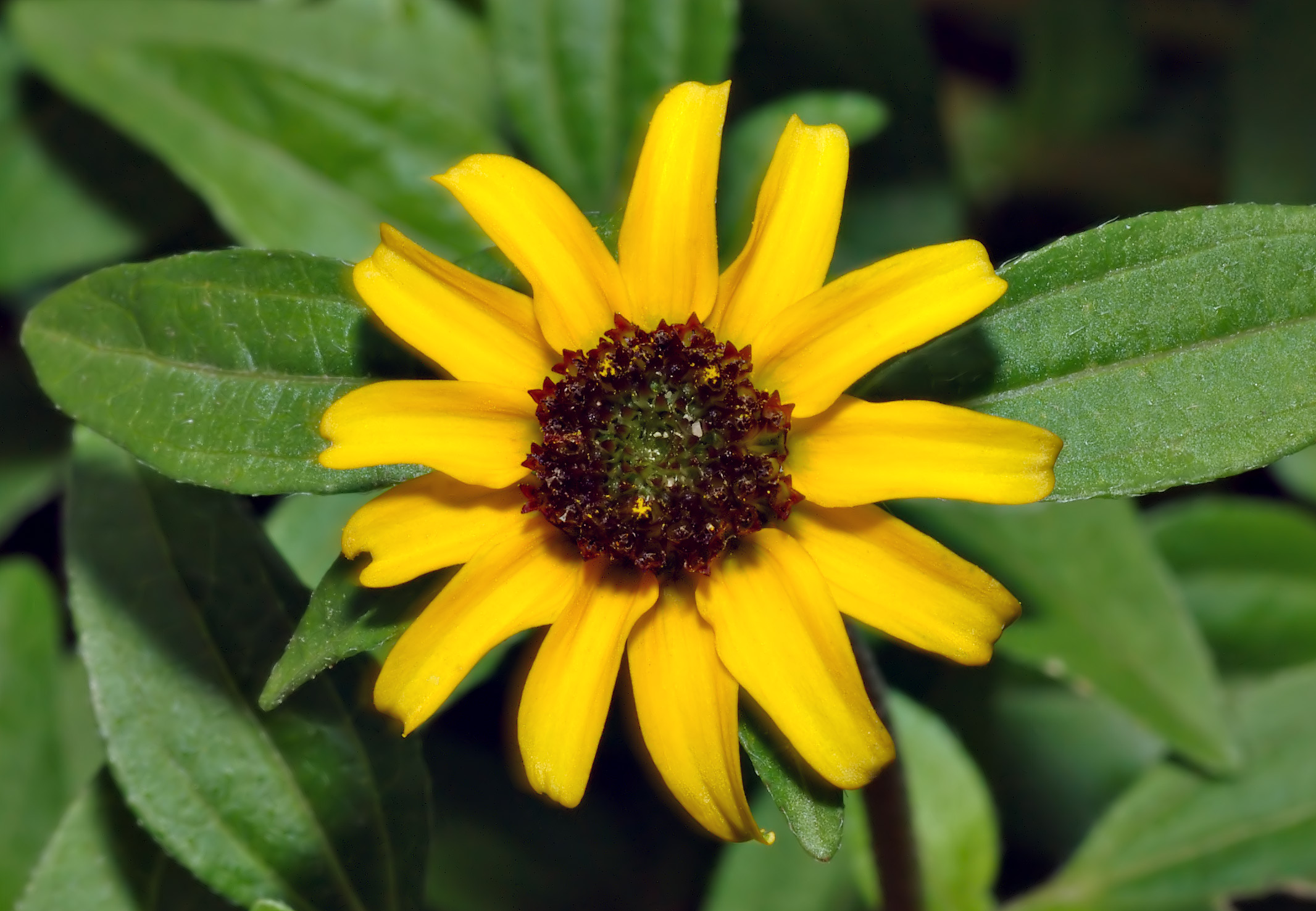
Blütenkörbchen von oben

### Vegetative Merkmale
Der Husarenknopf ist eine einjährige krautige Pflanze. Die oberirdischen Pflanzenteile sind kurzborstig bis rau behaart. Die niederliegenden bis aufrechten, an der Basis stark verzweigten Stängel sind 10 bis 40 Zentimeter lang. Gelegentlich werden dichte Matten gebildet.
Die gegenständig am Stängel angeordneten Laubblätter sind in Blattstiel und -spreite gegliedert. Der Blattstiel ist relativ kurz. Die einfache Blattspreite ist bei einer Länge von meist 1 bis 3, selten 6 Zentimetern sowie einer Breite von 0,5 bis 3 Zentimetern breit-lanzettlich bis eiförmig oder linealisch mit gerundetem oder deutlich stumpfem oberen Ende Der Blattrand ist ganzrandig. Die Blattspreite ist striegelig behaart.

### Generative Merkmale
Über einem laubblattähnlichen Tragblatt befindet sich einzeln auf kurzen oder mehr oder weniger verlängerten, borstigen Blütenstandsschaft ein körbchenförmiger Blütenstand. Der Hüllkelch ist bei einem Durchmesser von meistens kleiner als 1 Zentimeter halbkugelförmig. Die dachziegelartig angeordneten Hüllblätter sind bei einer Länge von 4 bis 5 Millimetern breit-eiförmig bis oval oder fast rund mit stumpfem oder gerundetem, manchmal stachelspitzigen oberen Ende. Die blassgrüne Blattspreite ist filzig mit dichten langen, weißen Haaren bewimpert. Die Spreublätter sind verhältnismäßig fest und lang zugespitzt. Das Blütenkörbchen enthält etwa zwölf Zungenblüten (Strahlenblüten) und Röhrenblüten (Scheibenblüten). Die Zungenblüten sitzen auf den Achänen auf, die Blütenblattzunge ist gelb oder orangefarben, an der Spitze fein gegabelt und 4 bis 9 Millimeter lang. Die Kronen der Scheibenblüten sind etwa 3 Millimeter lang, gelb oder violett.
Die Strahlachänen besitzen drei Grannen, die äußeren Scheibenachänen sind beflügelt oder unbeflügelt und besitzen ein oder zwei kurze Grannen. Die inneren Achänen sind eng und grob höckerig, unregelmäßig drei- bis viereckig, bewimpert und ohne Grannen oder mit ein oder zwei kurzen Grannen versehen.
Die Chromosomenzahl beträgt 2n = 16.

## Vorkommen
Das Hauptverbreitungsgebiet von Sanvitalia procumbens ist Mexiko, er kommt aber auch in Guatemala und Costa Rica vor. Sanvitalia procumbens wächst an trockenen, steinigen Hängen in Höhenlagen von 1100 bis 1350 Metern oder taucht als „Unkraut“ in Maisfeldern auf.